# Río Suetiak
El río Suetiak (en ruso: Суэтяк es un río del óblast de Tiumén, en Rusia. Es un afluente por la izquierda del río Vagái, que lo es del río Irtish, y éste a su vez del río Obi, a cuya cuenca hidrográfica pertenece.

## Geografía
Su curso tiene una longitud de 61 km, su cuenca cubre 747 km², y discurre principalmente en dirección este. Nace a 125 m sobre el nivel del mar, cinco kilómetros al oeste de Tómskaya. Tras ésta, recibe por la derecha al Kliuchuk, y cruza las localidades de Tiumén (donde recibe por la derecha al Kuponka), recibe por la izquierda al Rzhavets, Oskina, tras la que recibe por la izquierda al Penkovskaya, Solodilova (donde recibe por la derecha al Tarasovka), Yevsino (donde recibe por la izquierda al Borovushka), Odina, recibe por al izquierda al Krutija, Novoselki, Teriójina, Uspenka y Beskozobovo, antes de girar bruscamente al norte hasta Vaguina, donde traza una curva hasta quedar en dirección sur, con la que entra en el Vagái, a  70 m sobre el nivel del mar, a 391 km de su desembocadura en el Irtish.